# بویدز کورنر (دلاویر)
بویدز کورنر (به انگلیسی: Boyds Corner) یک منطقهٔ مسکونی در ایالات متحده آمریکا است که در شهرستان نیوکاسل، دلاویر واقع شده‌است. بویدز کورنر ۱۷٫۰۷ متر بالاتر از سطح دریا واقع شده‌است.